# Joel Pearson
Pour les articles homonymes, voir Pearson.
Joel Pearson, né le 21 mars 1983 à Wollongong, est un coureur cycliste australien.

## Palmarès
- 2003
  - 4e étape du Cascade-Lounge Bar Nothern Tour
  - 2e du Cascade-Lounge Bar Nothern Tour
- 2005
  - 3e du Souvenir Louison-Bobet
- 2006
  - 2e du Prix des blés d'or
  - 2e du Grand Prix de Dourges-Hénin-Beaumont
- 2007
  - 3eb étape du Tour de Dordogne
  - 1re étape du Cabri Tour
  - 2e de Manche-Océan
  - 3e du Cabri Tour
- 2008
  - 5e étape du Circuit des plages vendéennes
  - 4e étape du Tour de Tasmanie
  - 3e du Circuit des plages vendéennes
- 2009
  - 5e étape du Tour de Wellington
  - 5e étape du Tour of Gippsland
  - 4e étape du Tour de Tasmanie
  - Melbourne to Warrnambool Classic
  - 2e du Tour des Grampians Sud
  - 2e du Tour of the Murray River
- 2010
  - 6e étape du Tour de Geelong
  - Tour of the Murray River :
    - Classement général
    - 6e étape
- 2011
  - 1re étape du Circuit des plages vendéennes
  - Melbourne to Warrnambool Classic
  - 2e des Boucles catalanes
  - 2e du Circuit de la vallée de la Loire
- 2012
  - 4e et 14e étapes du Tour of the Murray River

## Classements mondiaux
| Année            | 2005   | 2006 | 2007 | 2008 | 2009 | 2010 | 2011 | 2012 |
| ---------------- | ------ | ---- | ---- | ---- | ---- | ---- | ---- | ---- |
| UCI Asia Tour    |        |      |      |      | 175e | 70e  |      | 243e |
| UCI Europe Tour  | 1 213e | 514e |      |      |      |      |      |      |
| UCI Oceania Tour |        |      |      | 40e  | 38e  | 66e  |      |      |